# Ludwig Lange (Philologe)
Christian Conrad Ludwig Lange (* 4. März 1825 in Hannover; † 18. August 1885 in Leipzig) war ein deutscher Altphilologe.

## Leben und Werdegang
Lange, Sohn des Hofbäckers Conrad Lange, studierte ab 1843 klassische Philologie an der Universität Göttingen, u. a. bei Karl Friedrich Hermann, Friedrich Wilhelm Schneidewin und Ernst von Leutsch. Bereits während des Studiums gewann er 1846 eine von der philosophischen Fakultät gestellte Preisaufgabe über die Geschichte des römischen Kriegswesens in der Kaiserzeit. Ein Jahr später, 1847, wurde er mit der Dissertation zum Thema „Prolegomena zu einer Hyginus-Ausgabe“ promoviert und legte das Lehrerexamen für die Fächer klassische Sprachen und Geschichte am Gymnasium ab.
Im ersten Halbjahr 1848 unternahm Lange eine Rundreise durch Deutschland, ein Jahr später habilitierte er sich in Göttingen für Sprachwissenschaft und Altertumskunde und erhielt 1850 ebenda eine Stelle als Bibliotheksassistent.
Lange wurde 1853 außerordentlicher, 1855 ordentlicher Professor für klassische Philologie in Prag. 1859 erhielt er einen Ruf nach Gießen und schließlich 1871 nach Leipzig, wo er bis kurz vor seinem Tode lehrte. Lange hatte sich auch an den organisatorischen Aufgaben der Leipziger Hochschule beteiligt und war im Jahr 1879/80 Rektor der Alma Mater. 1863 wurde er zum korrespondierenden Mitglied der Göttinger Akademie der Wissenschaften gewählt. 1871 wurde er als ordentliches Mitglied in die Königlich Sächsische Gesellschaft der Wissenschaften aufgenommen.
Als Langes Hauptwerk können die unvollendet gebliebenen Römischen Alterthümer gelten, die als ein Werk von Handbuchcharakter den römischen Staatsaltertümern der republikanischen Zeit gewidmet waren und wissenschaftsgeschichtlich einen Vorläufer zu Theodor Mommsens Römischem Staatsrecht (1871–1888) darstellen.
Seit 1854 war Lange mit Adelheid Blume verheiratet, mit der er zwei Söhne, den Kunsthistoriker Konrad (1855–1921) und den Physiker Ludwig (1863–1936), sowie zwei Töchter, Sophie und Gertrud, hatte.

## Schriften (Auswahl)
- Historiae mutationum rei militaris Romanorum inde ab interitu rei publicae usque ad Constantinum Magnum: libri tres, Göttingen (Preisarbeit) 1846.
- Prolegomena critica et historica in Hygini de munitionibus castrorum libellum, Phil. Diss. Göttingen 1847.
- Hygini Gromatici Liber de Munitionibus castrorum, Göttingen 1848.
- Die oskische Inschrift der Tabula Bantina und die römischen Volksgerichte. Eine sprachlich-antiquarische Abhandlung, Göttingen 1853.
- Die neuesten Darstellungen der ältesten Zeit der römischen Geschichte. In: Allgemeine Monatsschrift für Wissenschaft und Literatur 1854, S. 793–859.
- Die klassische Philologie in ihrer Stellung zum Gesammtgebiete der Wissenschaften und in ihrer innern Gliederung. Eine Antrittsvorlesung, gehalten am 24. April 1855, Prag 1855.
- Zahl und Amtsgewalt der Consulartribunen. In: Zeitschrift für die österreichischen Gymnasien 6, 1855, S. 873–908.
- Römische Alterthümer. Band 1: Einleitung und der Staatsalterthümer erste Hälfte, Berlin 1856, Google (2. Aufl. 1863 Google; 3. Aufl. 1876).
- Römische Alterthümer. Band 2: Der Staatsalterthümer zweiter Theil, Berlin 1862, Google (2. Aufl. 1867; 3. Aufl. 1879).
- Römische Alterthümer. Band 3: Der Staatsalterthümer dritter Theil, erste Abtheilung, Berlin 1871 (2. Aufl. 1876).
- Römische Alterthümer. 3 Bände, Nachdruck der Ausgabe 1876–79, Olms, Hildesheim/New York 1974.
- Kleine Schriften aus dem Gebiete der classischen Alterthumswissenschaft, 2 Bde., Göttingen 1887 (Bd. 1, S. V-XL enthält Portrait, Lebensabriss und Schriftenverzeichnis von Lange).